# Married... with Children
Married... with Children is een Amerikaanse sitcom, die op de Amerikaanse televisie werd uitgezonden van 1987 tot 1997. De serie bestaat uit elf seizoenen, met een totaal van 262 afleveringen.
De serie draait om het leven van schoenenverkoper Al Bundy, zijn vrouw Peggy, dochter Kelly en zoon Bud. Ook de gezinshond Buck speelt een rol, alsmede buurvrouw Marcy, die eerst gehuwd is met Steve Rhoades en vervolgens met Jefferson D'Arcy. In 2003 was er een reünieaflevering. Voor de Fox 25th Anniversary Special in 2012 kwam de cast wederom bij elkaar.
De serie werd in Nederland voor het eerst uitgezonden op Veronica. Later werd de serie uitgezonden op RTL 7 en zijn de uitzendrechten in bezit van RTL Nederland. 

## Thema en verhaallijn
Al Bundy komt uit een familie van mislukkelingen, derhalve is hij gedoemd te mislukken, een lot dat hij meermalen onderkent. Hij is op zijn zachtst gezegd ontevreden over zijn baan als verkoper van schoenen en laat niet na om met name gezette vrouwelijke klanten van cynische opmerkingen te voorzien.
Als hij na de werkdag thuis komt, treft hij een chaotische gezinssituatie aan. Zijn vrouw Peggy vervult geen enkele huishoudelijke taak en brengt de dag al rokend op de bank voor de tv door, kijkend naar Oprah Winfrey. Bundy (b)lijkt op haar uitgekeken te zijn en wat de twee kinderen doen ontgaat hem grotendeels, alle drie komen vooral bij hem om dollarbriefjes. Het domme blondje Kelly, door vader Al liefkozend "pumpkin" genoemd, slijt haar dagen veelal in het bijzijn van een van haar vele vriendjes. Zoon Bud is de goochemerd die zus Kelly kan uitlachen, terwijl Kelly riposteert dat hij geen lief heeft. Daarnaast heeft Al regelmatig strubbelingen met buurvrouw Marcy, die hij steevast een kip noemt en door menigeen als man wordt gezien (omdat ze geen borsten zou hebben) en regelmatig wordt uitgemaakt voor kip vanwege haar gedrag. Marcy geeft dan met Peggy feministisch tegengas. Marcy spot daarentegen regelmatig met Als armzalige levensstijl en "top"-baan.
Omdat het leven van Al maar weinig hoogtepunten kent, refereert hij maar al te graag aan een footballwedstrijd uit zijn highschool-periode, waarin hij vier touchdowns scoorde. Tot de weinige bezittingen van Al behoren een uitgebreide collectie van het naaktmagazine Big Uns (Grote Joekels), zijn auto, een oeroude Dodge Dart, die in werkelijkheid een Plymouth Duster was, en een luxueus toilet.

## Rolverdeling
- Al Bundy - Ed O'Neill
- Peggy Bundy, geboren Wanker - Katey Sagal
- Kelly Bundy - Christina Applegate
- Bud Bundy - David Faustino
- Marcy Rhoades D'Arcy - Amanda Bearse
- Jefferson D'Arcy - Ted McGinley (1991-1997)
- Steve Rhoades - David Garrison (1987-1990). In 1991 kwam hij langs in The Egg And I. Hij had ook gastrollen in 1995 in de afleveringen Get the Dodge outta hell en Radio free trumaine. En in seizoen 7 in aflevering Peggy and the Pirates.
- Bob Rooney - E.E. Bell (1994-1997)
- Ike - Tom McCleister (1994-1997)
- Seven Wanker - Shane Sweet (1992-1993)
- Griff - Harold Sylvester (1994-1997)
- Officer Dan - Dan Tullis (1993-1997)

## Achtergrondinformatie
- Als tegenhanger van de brave Cosby's (The Cosby Show), was de werktitel van de serie eerst Not the Cosby's. De serie vertoont ook gelijkenissen met de sitcom All in the Family, zoals de indeling van het huis en het cynisch aansnijden van maatschappelijke taboes.
- Volgens de bedenkers van de serie komt de familienaam van World Wrestling Entertainment-worstelaar King Kong Bundy, die ook gefigureerd heeft als een van Peggy's familieleden (seizoen 2) en als zichzelf (seizoen 10).
- In het eerste seizoen is Kelly nog niet het stereotiepe dom blondje. Ze wordt dit pas vanaf seizoen 2.
- Marcy was in seizoen 1 net getrouwd met Steve Rhoades, die er in seizoen 4 vandoor ging om de dieren in het bos te beschermen. In seizoen vijf huwde Marcy Jefferson, die tot seizoen 11 Marcy's man was. Pas toen ze getrouwd waren kwam Marcy erachter dat Jefferson de achternaam D'Arcy had, waardoor ze dus nu als Marcy D'Arcy door het leven moest.
- Al Bundy werkt in de hele serie in de schoenenwinkel Gary's Lady's Shoes & Accessories.
- De titelsong van de serie is een nummer van Frank Sinatra getiteld Love and Marriage.
- Er zijn diverse pornografische parodieën gemaakt op Married ...with children, één daarvan is getiteld 'Married ...with hormones'.

## Dvd's
Alle dvd's van Married with... Children zijn uitgebracht door Sony Pictures. Ook is er een boxset met alle elf seizoenen van de serie.
Vanaf seizoen 3 is op de dvd een andere titelsong te horen dan het origineel Love and Marriage. Dit komt omdat Sony niet de rechten kon bemachtigen hiervoor.

## Nominaties voor prijzen
Casting Society of America:
- 1987: Best Casting for TV – Episodic Comedy (nominatie)

Emmy Awards:
- 1987: Outstanding Lighting Direction (Electronic) for a Series (aflevering "But I Didn't Shoot the Deputy", nominatie)

- 1988: Outstanding Lighting Direction (Electronic) for a Comedy Series (aflevering "Girls Just Wanna Have Fun", nominatie)

- 1989: Outstanding Editing – Multi-Camera Production (aflevering "Requiem for a Dead Barber", nominatie)

- 1990: Outstanding Costuming for a Series (aflevering "Raingirl", nominatie)
- 1990: Outstanding Editing – Multi-Camera Production (aflevering "Who'll Stop the Rain", nominatie)

- 1991: Outstanding Costuming for a Series (aflevering "Married... with Aliens", nominatie)

- 1994: Outstanding Costuming for a Series (aflevering "Take My Wife, Please", nominatie)

Golden Globe Awards:
- 1990: Golden Globe Award for Best Actress—Musical or Comedy Series (Katey Sagal - "Peggy Bundy", nominatie)
- 1990: Golden Globe Award for Best Series—Musical or Comedy| (nominatie)

- 1991: Golden Globe Award for Best Actor—Musical or Comedy Series (Ed O'Neill - "Al Bundy", nominatie)
- 1991: Best Actress – Musical or Comedy Series (Sagal, nominatie)

- 1992: Best Actor – Musical or Comedy Series (O'Neill, nominatie)
- 1992: Best Actress – Musical or Comedy Series (Sagal, nominatie)

- 1993: Best Actress – Musical or Comedy Series (Sagal, nominatie)

- 2009: TV Land Awards – Innovator Award (alle acteurs)

## Parodie
In het Belgische televisieprogramma Tegen de sterren op werd Married... with Children geparodieerd.

### Rolverdeling
- Al Bundy - Ivan Pecnik
- Peggy Bundy - Tine Embrechts
- Kelly Bundy - Ella Leyers
- Bud Bundy - Jonas Van Geel
- Marcy Rhoades - Clara Cleymans
- John Bryan - John Bryan